# 1932 au théâtre
| Années du théâtre : 1929 - 1930 - 1931 - 1932 - 1933 - 1934 - 1935    |
| Décennies du théâtre : 1900 - 1910 - 1920 - 1930 - 1940 - 1950 - 1960 |

Cet article présente les faits marquants de l'année 1932 au théâtre.

## Pièces de théâtre représentées
- 19 février : Création de Œdipe, d'André Gide, Théâtre de l'Avenue
- 26 avril : Création de L'Hermine de Jean Anouilh, Théâtre de l'Œuvre
- 30 mai : La Jalousie de Sacha Guitry, Comédie-Française
- Valentin Le Désossé de Claude-André Puget, Théâtre Michel
- Françoise de Sacha Guitry, Théâtre de la Madeleine
- Le Voyage de Tchong-Li de Sacha Guitry, Théâtre de la Madeleine
- Les Cadets, d'Henri Duvernois, Théâtre Michel

## Naissances
- 10 avril : Delphine Seyrig, comédienne française († 15 octobre 1990).
- 11 juin : Athol Fugard, dramaturge sud-africain († 8 mars 2025).
- 11 août : Fernando Arrabal, dramaturge espagnol.
- 11 novembre : Jorge Lavelli, metteur en scène de théâtre et d'opéra franco-argentin († 9 octobre 2023).

## Décès
- 13 mai : Albert Brasseur, de son vrai nom Jules Cyrille Albert Dumont, comédien et chanteur d'opérette français (° 12 février 1860).